# Bataille d'Okehazama

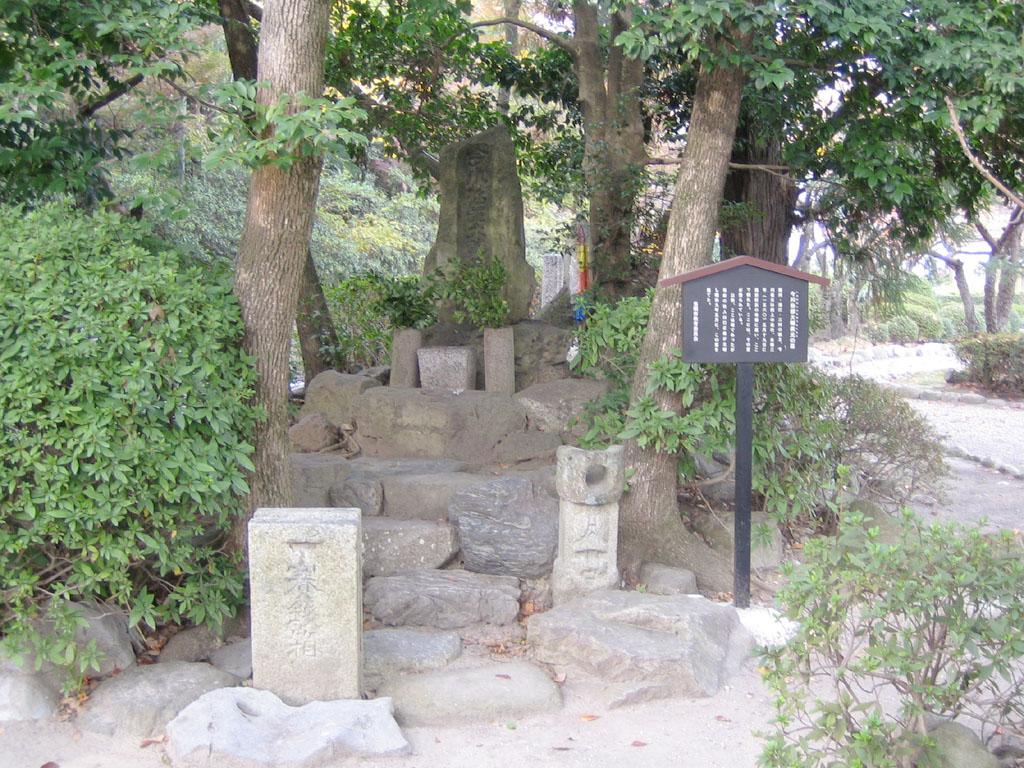
Tombe d'Imagawa Yoshimoto à Nagoya, près du site de la bataille.

La bataille d'Okehazama, au Japon, est le premier fait d'armes spectaculaire d'Oda Nobunaga, alors seigneur d'un petit domaine dans la province d'Owari, sans valeur stratégique. Cette bataille se déroule en mai ou juin 1560.

## Avant la bataille
Au mois de mai (vers le 12) 1560, le seigneur de guerre Imagawa Yoshimoto marche vers Kyoto et souhaite soumettre sur sa route la faible province d'Owari détenue par le seigneur Oda Nobunaga. Celui-ci est averti de l'avancée de l'armée des Imagawa au soir du 18 mai 1560. Rester sur la défensive était inutile, l'armée des Imagawa était bien trop importante et les forts d'Owari (Warune, Mashizu) tombaient les uns après les autres. 
Après un rapide conseil de guerre, Nobunaga prit seul la décision d'affronter les Imagawa, au grand dam de ses conseillers, tels que Hayashi Hidesada, qui souhaitaient une soumission du clan, ce à quoi se refusait Nobunaga. Dès le lendemain à l'aube, Nobunaga jouait sa pièce de nô favorite Atsumori, afin de se préparer à la bataille, et à sa propre destruction. Le seigneur d'Owari ne comptait en effet que 3 000 guerriers face aux 30 000 ashigaru et samouraïs de l'armée des Imagawa, les chances étaient minces, et faible l'esprit de corps.
Nobunaga s'arrêta en chemin au Atsuta-jingū (temple shinto) afin d'effectuer une prière. Il est dit aussi qu'il aurait apporté la bonne fortune en jetant en l'air des pièces qui seraient toutes tombées du côté face. Mais rien historiquement n'étaye ces assertions.

## Déroulement
Arrêtée à Okehazama, et plus précisément à Dengaku-hazama, l'armée des Imagawa avait cessé son avancée pour se reposer à cause d'une chaleur écrasante. La majeure partie des 30 000 hommes était très avancée par rapport au campement de départ. Le but de Nobunaga était de tuer Yoshimoto afin que ses troupes abandonnent la lutte.
En début d'après-midi, un orage providentiel éclate. Les nuages et la forte pluie donnèrent la possibilité à Oda Nobunaga de contourner l'ennemi sans être vu par les éclaireurs adverses. Approchant de leur base arrière, il donna la charge avec sa cavalerie, à la recherche de Yoshimoto.
La surprise fut totale, les hommes étaient regroupés sous les arbres à l'abri de la pluie, une bonne partie de leurs armes dans la boue, la poudre mouillée. L'armée de Nobunaga massacra rapidement les troupes Imagawa.
Intrigué par le vacarme, Yoshimoto crut à une rixe entre ses soldats, une fête ayant lieu dans son campement. Sortant sans armure, il fut rapidement tué. La rapidité avec laquelle Yoshimoto fut débusqué et tué est due à la présence de son palanquin dont il ne se séparait jamais. Yoshimoto mort, son armée se dispersa rapidement et plus de 3 000 de ses hommes furent décapités durant cette débandade.
Cette victoire du 19 mai ou 12 juin 1560 permit à Oda Nobunaga d'agrandir d'un coup son domaine et de commencer sa course au pouvoir.
Cette bataille, grâce à son aspect téméraire et audacieux, est restée très connue au Japon. De nombreux contes et pièces de théâtre ont raconté cet exploit.